# Kim Sun-il
Kim Sun-il (13 de setembro de 1970 - 22 de junho de 2004) foi um sul-coreano intérprete e missionário cristão que foi sequestrado e assassinado no Iraque.

## Vida Pessoal e Educação
Kim era fluente em árabe, teve uma pós-graduação em linguagem na Universidade Hankuk de Estudos Estrangeiros em fevereiro de 2003. Ele também tinha graus em Inglês e teologia, e tinha a esperança de se tornar um missionário no Oriente Médio.

## Sequestro[1]
Kim chegou ao Iraque em 15 de junho de 2003, trabalhando para a Gana General Trading Company, uma empresa sul-coreana sob contrato com os militares americanos. Em 30 de maio de 2004, ele foi sequestrado em Faluja - cerca de 50 km a oeste de Bagdá - pelo grupo islâmico Jama'at al-Tawhid wal-Jihad e mantido como refém. O grupo, alegadamente liderado por Abu Musab al-Zarqawi, o matou no dia 22 de junho, quando o país se recusou a atender suas demandas de cancelar seus planos de enviar mais 3.000 soldados ao Iraque e retirar os 660 médicos e engenheiros militares de lá. (Isso colocaria a Coréia do Sul atrás do Reino Unido em número de tropas de coalizões não-americanas no Iraque.) 
Jama'at al-Tawhid wa'l Jihad inicialmente estabeleceu um prazo a 21 de junho em uma fita de vídeo que mostra Kim suplicando por sua vida. No entanto, em 22 de junho, após relatórios iniciais de que os militantes haviam dado seu refém mais tempo, a televisão Al-Jazeera informou que eles receberam uma filmagem de Kim sendo decapitado por cinco homens, como reféns Nick Berg e Eugene Armstrong no Iraque, Paul Johnson na Arábia Saudita, e Daniel Pearl no Paquistão. O relatório foi posteriormente confirmado pelo governo sul-coreano . No vídeo do assassinato, Kim está vestido com um macacão laranja e com os olhos vendados, um dos captores lê uma declaração e, em seguida, outro captor tira uma faca e decapita-lo. O comunicado disse: "cidadãos coreanos, vocês foram avisados, suas mãos foram as que o mataram. Farsas, truques suficientes. Seus soldados estão aqui não por causa dos iraquianos, mas pela América amaldiçoada".
O presidente da empresa disse ter sabido sobre o sequestro quase que imediatamente, mas ele não informou isso até que a filmagem fosse transmitida. Ele havia consultado um advogado, que argumentou que a situação deve ser gerenciada sem a intervenção do governo se Kim fosse salvo. Afirma-se que funcionários do governo tiveram pouco tempo para reagir. No entanto, também há relatos de que uma filmagem de Kim em cativeiro, na qual ele parece estar calmo e critica abertamente a intervenção dos EUA no Iraque, foi entregue aos escritórios da Associated Press Notícias Televisivas em Bagdá no início de junho e que em 3 de junho, um repórter de AP em Seul entrou em contato com o ministério estrangeiro sul-coreano perguntando se eles conheciam uma pessoa desaparecida com um nome semelhante a Kim Sun-il.

## Reação
O Conselho de Segurança Nacional do presidente sul-coreano Roh Moo-hyun emitiu uma declaração condenando o assassinato. O Ministério da Informação e Comunicação da Coréia do Sul proibiu o vídeo do assassinato de Kim Sun-il e está tentando impedir que ele se espalhe. O vídeo não publicado estava disponível no site Ogrish.com durante o verão de 2004. O site recebeu ataques DDoS como resultado da hospedagem da filmagem.
O presidente dos Estados Unidos, George W. Bush, condenou os assassinos, dizendo: "O mundo livre não pode ser intimidado pelas ações brutais dessas pessoas bárbaras".
Relatórios e editoriais na imprensa da Coréia do Sul refletiram o desespero com a morte do refém Kim Sun-il no Iraque, mas também o desafio contra os sequestradores. As estações de TV sul-coreanas interromperam seus horários quando o corpo do Sr. Kim foi descoberto e posteriormente foram transmitidos programas de notícias especiais. "Kim Sun-il morreu - corpo identificado" foi o título no jornal independente Donga Ilbo. "Kim Sun-il acaba sendo morto" foi como o diário popular JoongAng Ilbo relatou isso. Na Coréia do Sul, milhares de pessoas se reuniram contra o exército sul-coreano que ocupava o Iraque e, para expressar sua raiva sobre a morte de Kim, queimaram retratos de seu carrasco, Abu Musab al-Zarqawi. O governo sul-coreano eventualmente aprovou uma lei que exclui a emissão de passaporte por 1-3 anos para os sul-coreanos que "prejudicam o prestígio nacional"; a lei foi interpretada como uma tentativa de reduzir os missionários cristãos, especialmente após a crise de reféns da Sul-Coreanos em 2007 no Afeganistão.